# Altbüron
Altbüron est une commune suisse du canton de Lucerne, située dans l'arrondissement électoral de Willisau.

## Monuments et curiosités
La chapelle Saint-Antoine-de-Padoue a été construite en 1683. Ses autels latéraux sont à châssis, sans structure architectonique, trahissant une forme répandue vers 1700.